# عبد النبي سلمان
عبدالنبي سلمان أحمد (مواليد 1960 في قرية عالي) سياسي ونقابي بحريني يشغل حالياً منصب النائب الأول لرئيس مجلس النواب منذ 12 ديسمبر 2018.

## السيرة الذاتية
حصل على شهادة بكالوريوس إحصاء من جامعة بنجلور في الهند في عام 1981. حصل على دبلوم في تطوير المبيعات والتسويق في عام 1989 ودبلوم عالٍ في الإدارة والتسويق في عام 1996 ودورات متخصصة في العلاقات العامة ودورات في الترويج والدعاية.
تولى رئاسة قسم المطبوعات والنشر بشركة طيران الخليج. قام بتأسيس نقابة طيران الخليج. عضو في جمعية الاقتصاديين البحرينية وجمعية الشفافية البحرينية.
في عام 2012 انتخب أمين عام لجمعية المنبر الديمقراطي التقدمي اليسارية خلفاً للأمين العام السابق حسن مدن.

(مجلس النواب)
ترشح لأنتخابات مجلس النواب 2002 عن الدائرة الثانية في المحافظة الوسطى عن جمعية المنبر الديمقراطي التقدمي اليسارية. في الجولة الأولى حصل على 632 صوت بنسبة 22.28% مما استوجب إقامة جولة أعادة وفاز في الجولة الأعادة على منافسه محمد آل عصفور بحصوله على 1327 صوت بنسبة 54.93%.
قرر الترشح لعضوية مجلس النواب عن الدائرة الثانية في المحافظة الوسطى عن جمعية المنبر الديمقراطي التقدمي اليسارية مجددا. في الجولة الأولى حصل على 2396 صوت بنسبة 27.81% ونتيجة لذلك خسر في الجولة الأولى من منافسه السيد عبدالله العالي من جمعية الوفاق الوطني الإسلامية الشيعية.
وكما ترشح لأنتخابات مجلس النواب 2018 عن الدائرة السادسة في المحافظة الشمالية عن جمعية المنبر الديمقراطي التقدمي اليسارية.  وفاز في الجولة الأولى للأنتخابات والتي أجريت في يوم السبت 24 نوفمبر 2018 حصل على 2662 صوت بنسبة 56.20%.
في يوم الأربعاء 12 ديسمبر 2018 أنتخب عبدالنبي سلمان نائباً أول لرئيسة مجلس النواب خلال الجلسة الأولى لمجلس النواب حيث حصل في جولة الأعادة على 24 صوت في مقابل 16 صوت لأحمد السلوم وكان قد خرج من الجولة الأولى كل من غازي آل رحمة وفاضل السواد. وكما حصل عبدالنبي سلمان على 13 صوت في الجولة الأولى وأحمد السلوم على 18 صوت حيث لم تتحقق الأغلبية المطلقة للأصوات في الجولة الأولى
وكما ترشح لأنتخابات مجلس النواب 2022 عن الدائرة السادسة في المحافظة الشمالية عن جمعية المنبر الديمقراطي التقدمي اليسارية وفاز في الجولة الأولى للأنتخابات والتي أجريت يوم السبت 12 نوفمبر 2022 حيث حصل على 4090 صوت بنسبة 68.92%
وفي يوم الأثنين 12 ديسمبر 2022 أنتخب مجدداً خلال الجلسة الأولى لمجلس النواب نائباً أول لرئيس مجلس النواب حيث حصل في الجولة الأولى على 27 صوت مقابل 8 أصوات لمحمود فردان و5 أصوات لجلال كاظم